# Canton de Sedan-Sud
Le canton de Sedan-Sud, créé en 1871 et transformé en 2 cantons est une ancienne division administrative française située dans le département des Ardennes.
Il disparaît en 1973 lors du remplacement des deux cantons sedanais (Sedan-Sud et Sedan-Nord) par trois nouveaux cantons (Sedan-Nord, Sedan-Est et Sedan-Ouest).

## Représentation

### conseillers généraux
| Période | Période      | Identité                | Étiquette                       | Qualité |
| ------- | ------------ | ----------------------- | ------------------------------- | --- |
| 1833    | 1848         | Laurent Cunin-Gridaine  |                                 | Président du Tribunal de commerce de Sedan Député (1827-1848) Président du Conseil Général Ministre du Commerce (1837-1848) |
| 1848    | 1880 (décès) | Charles Cunin-Gridaine  | Républicain modéré              | Fabricant, Président du Tribunal de commerce de Sedan Député (1849-1851), Sénateur (1876-1880)                              |
| 1880    | 1895         | Louis Savigny           | Républicain                     | Notaire Maire de Grand-Verly (Aisne)                                                                                        |
| 1895    | 1907         | Léon Charpentier        | Centre gauche (Gauche radicale) | Pharmacien place de Torcy (Sedan) Député (1914-1919) Sénateur (1921-1930) Maire de Sedan (1904-1913 et 1920-1929)           |
| 1907    | 1913         | Léon Lassaux            | Rad.                            | Premier adjoint au Maire de Sedan                                                                                           |
| 1913    | 1919         | Léon Charpentier        | Centre gauche (Gauche radicale) | Pharmacien Député (1914-1919) Sénateur (1921-1930) Maire de Sedan (1904-1913 et 1920-1929)                                  |
| 1919    | 1937         | Alexandre Abd-El-Nour   | Rad.ind.                        | Médecin, maire de Bazeilles (1912-1945)                                                                                     |
| 1937    | 1940         | Eugène Derulle          | SFIO                            | Ouvrier métallurgiste Conseiller municipal de Sedan puis Maire de Frénois                                                   |
|         |              |                         |                                 | |
| 1940    | 1945         | Seconde Guerre mondiale |                                 | Conseil général suspendu le 12 octobre 1940                                                                                 |
| 1943    | 1945         | Roger David             | ?                               | Notaire Maire de Sedan (1941-1944) Nommé conseiller départemental en 1943                                                   |
|         |              |                         |                                 | |
| 1945    | 1949         | André Victoor           | PCF                             | Professeur, sénateur (1946-1948)                                                                                            |
| 1949    | 1961         | Alexandre Bighetti      | RPF puis UNR                    | Officier retraité, industriel Maire de Balan (1942-1965)                                                                    |
| 1961    | 1973         | Henri Rongère           | DVD                             | Président de la Chambre de Commerce et d'Industrie Elu en 1973 dans le Canton de Sedan-Est                                  |

### Conseillers d'arrondissement
| Période | Période      | Identité                                          | Étiquette | Qualité |
| ------- | ------------ | ------------------------------------------------- | --------- | --- |
| 1833    | 1834         | M. Carré                                          |           | Docteur en médecine à Sedan                                                                                 |
| 1833    | 1839         | Jean-Baptiste Grosieux-Flamanville (1774-1839)    |           | Propriétaire et cultivateur à Bazeilles Président du Conseil d'arrondissement                               |
| 1834    | 1842         | Henri-Joseph Jean                                 |           | Négociant à Sedan                                                                                           |
| 1839    | 1848         | M. Franquet-Chayaux                               |           | Maire de Sedan                                                                                              |
| 1842    | 1848         | Barthélemy Camion-Crucy (1788-1857)               |           | Marchand de métaux, maire de Donchery                                                                       |
| 1848    | 1864         | M. Grosieux-Flamanville                           |           | Cultivateur et rentier à Bazeilles                                                                          |
| 1848    | 1864         | François Thomas-Friquet (1804-1886)               |           | Maître de forges à Bazeilles et négociant à Givonne                                                         |
| 1864    | 1870         | Eugène Amour                                      |           | Ancien notaire, maire de Donchery                                                                           |
| 1864    | 1877         | François Adolphe Ronnet (1815-1890)               |           | Filateur, maire de Noyers-et-Thélonne                                                                       |
| 1870    | 1883         | Augustin Claude Herbulot-Malherbe (1818-1890)     |           | Brasseur, maire de Donchery                                                                                 |
| 1877    | 1889         | Jean Joseph Dépambour                             |           | Négociant à Bazeilles                                                                                       |
| 1883    | 1887 (décès) | Jean-Baptiste Augustin Joseph Mercier (1843-1887) |           | Notaire à Donchery                                                                                          |
| 1887    | 1895         | Vital Chovelon                                    |           | Propriétaire et agriculteur à Chéhéry                                                                       |
| 1889    | 1901 (décès) | Antoine Braffort                                  |           | Propriétaire à Bazeilles                                                                                    |
| 1895    | 1904         | Georges Dépambour                                 |           | Négociant, conseiller municipal de Sedan                                                                    |
| 1901    | 1904         | Adrien Parent                                     |           | Carrossier, adjoint au maire de Sedan                                                                       |
| 1904    | 1919         | Emile Albeau                                      |           | Horticulteur à Sedan                                                                                        |
| 1904    | 1910         | Michel Hilaire                                    | POSR      | Ancien ouvrier métallurgiste, boulanger à Sedan                                                             |
| 1910    | 1919         | Georges Clément Bourdet                           |           | Cimentier à Sedan                                                                                           |
| 1919    | 1931         | Paul-Frédéric Devin                               |           | Agent général d'assurances à Sedan                                                                          |
| 1919    | 1940         | Maurice Ameil                                     |           | Propriétaire, maire de Wadelincourt                                                                         |
| 1931    | 1940         | Paul Pla (1875-1947)                              |           | Intendant militaire en retraite, conseiller municipal de Wadelincourt                                       |
| 1940    |              |                                                   |           | Les conseils d'arrondissement ont été suspendus par la loi du 12 octobre 1940 et n'ont jamais été réactivés |

## Cartographie
- J.P.F.A. Vendol, Carte topographique statistique et historique du Canton de Sedan-Sud Arrondissement de Sedan, 1845